# Liste des députés de Nouvelle-Calédonie
La Nouvelle-Calédonie a obtenu ses premiers représentants parlementaires en 1945 après son accession au statut de Territoire d'outre-mer. Elle a alors un seul député (qui représente aussi les citoyens français des Nouvelles-Hébrides dans une circonscription unique), puis est divisée en deux circonscriptions en 1978 : la 1re est la circonscription Est (la côte Est de la Grande-Terre, les Îles Loyauté et les citoyens français des Nouvelles-Hébrides avant leur indépendance pour devenir le Vanuatu en 1980) et la 2e est la circonscription Ouest (la côte Ouest de la Grande-Terre dont Nouméa). Ces deux circonscriptions sont abolies en 1986 pour laisser place au scrutin à la proportionnelle de listes dans une nouvelle circonscription unique ayant deux sièges à pourvoir. En vertu de la loi électorale de 1987 qui rétablit le scrutin uninominal majoritaire à deux tours, deux nouvelles circonscriptions sont créées, toujours en vigueur aujourd'hui. 

## Liste des députés
- Roger Gervolino - Union démocratique et socialiste de la Résistance (de 1945 à 1951).
- Maurice Lenormand - Union calédonienne (non inscrit de 1951 à 1956, puis Indépendants d'outre-mer de 1956 à 1959, puis Républicains populaires et centre démocratique de 1959 à 1962 et enfin Centre démocratique de 1962 à 1964).

## Cinquième République

### Première législature (1958-1962)
| Circonscription        | Député               | Parti | Parti | Suppléant       |
| ---------------------- | -------------------- | ----- | ----- | --------------- |
| Circonscription unique | M. Maurice Lenormand |       | RPCD  | M. Michel Kauma |

### Deuxième législature (1962-1967)
| Circonscription        | Député                              | Parti | Parti | Suppléant                       |
| ---------------------- | ----------------------------------- | ----- | ----- | ------------------------------- |
| Circonscription unique | M. Maurice Lenormand M. Rock Pidjot |       | CD    | M. Rock Pidjot M. Georges Nagle |

### Troisième législature (1967-1968)
| Circonscription        | Député         | Parti | Parti | Suppléant        |
| ---------------------- | -------------- | ----- | ----- | ---------------- |
| Circonscription unique | M. Rock Pidjot |       | PDM   | M. Georges Nagle |

### Quatrième législature (1968-1973)
| Circonscription        | Député         | Parti | Parti | Suppléant        |
| ---------------------- | -------------- | ----- | ----- | ---------------- |
| Circonscription unique | M. Rock Pidjot |       | PDM   | M. Georges Nagle |

### Cinquième législature (1973-1978)
| Circonscription        | Député         | Parti | Parti     | Suppléant            |
| ---------------------- | -------------- | ----- | --------- | -------------------- |
| Circonscription unique | M. Rock Pidjot |       | RDS, RCDS | M. Maurice Lenormand |

### Sixième législature (1978-1981)
| Circonscription          | Député             | Parti | Parti       | Suppléant                |
| ------------------------ | ------------------ | ----- | ----------- | ------------------------ |
| Première circonscription | M. Rock Pidjot     |       | Non inscrit | M. Maurice Lenormand     |
| Deuxième circonscription | M. Jacques Lafleur |       | RPR         | M. René de Saint-Quentin |

### Septième législature (1981-1986)
| Circonscription          | Député                                | Parti | Parti   | Suppléant                     |
| ------------------------ | ------------------------------------- | ----- | ------- | ----------------------------- |
| Première circonscription | M. Rock Pidjot                        |       | App. PS | M. Gabriel Païta              |
| Deuxième circonscription | M. Jacques Lafleur M. Jacques Lafleur |       | RPR     | M. Jean Lèques M. Dick Ukeiwé |

### Huitième législature (1986-1988)
| Liste                  | Députés                             | Parti | Parti | Suppléants                                 |
| ---------------------- | ----------------------------------- | ----- | ----- | ------------------------------------------ |
| Circonscription unique | M. Jacques Lafleur M. Maurice Nénou |       | RPR   | M. Bernard Herpin (FN) M. Simon Loueckhote |

### Neuvième législature (1988-1993)
| Circonscription          | Député             | Parti | Parti | Suppléant           |
| ------------------------ | ------------------ | ----- | ----- | ------------------- |
| Première circonscription | M. Jacques Lafleur |       | RPR   | M. Simon Loueckhote |
| Deuxième circonscription | M. Maurice Nénou   |       | RPR   | M. Robert Frouin    |

### Dixième législature (1993-1997)
| Circonscription          | Député                             | Parti | Parti | Suppléant               |
| ------------------------ | ---------------------------------- | ----- | ----- | ----------------------- |
| Première circonscription | M. Jacques Lafleur                 |       | RPR   | M. Pascal Lafleur       |
| Deuxième circonscription | M. Maurice Nénou M. Pierre Frogier |       | RPR   | M. Pierre Frogier Aucun |

### Onzième législature (1997 - 2002)
| Circonscription          | Député             | Parti | Parti | Suppléant        |
| ------------------------ | ------------------ | ----- | ----- | ---------------- |
| Première circonscription | M. Jacques Lafleur |       | RPR   | M. Gaël Yanno    |
| Deuxième circonscription | M. Pierre Frogier  |       | RPR   | M. Maurice Ponga |

### Douzième législature(2002 - 2007)
| Circonscription          | Député             | Parti | Parti | Suppléant        |
| ------------------------ | ------------------ | ----- | ----- | ---------------- |
| Première circonscription | M. Jacques Lafleur |       | UMP   | M. Gaël Yanno    |
| Deuxième circonscription | M. Pierre Frogier  |       | UMP   | M. Maurice Ponga |

### Treizième législature(2007 - 2012)
| Circonscription          | Député            | Parti | Parti | Suppléant          |
| ------------------------ | ----------------- | ----- | ----- | ------------------ |
| Première circonscription | M. Gaël Yanno     |       | UMP   | M. Bernard Ukeiwé  |
| Deuxième circonscription | M. Pierre Frogier |       | UMP   | Mme Léontine Ponga |

### Quatorzième législature(2012 - 2017)
| Circonscription          | Député            | Parti | Parti | Suppléant         |
| ------------------------ | ----------------- | ----- | ----- | ----------------- |
| Première circonscription | Mme Sonia Lagarde |       | CE    | Mme Hélène Iekawé |
| Deuxième circonscription | M. Philippe Gomès |       | CE    | M. Gérard Poadja  |

### Quinzième législature(2017 - 2022)
| Circonscription          | Député              | Parti | Parti | Suppléant        |
| ------------------------ | ------------------- | ----- | ----- | ---------------- |
| Première circonscription | M. Philippe Dunoyer |       | CE    | Mme Annie Qaézé  |
| Deuxième circonscription | M. Philippe Gomès   |       | CE    | M. Gérard Poadja |

### Seizième législature(2022 - 2024)
| Circonscription          | Député              | Parti | Parti | Suppléant        |
| ------------------------ | ------------------- | ----- | ----- | ---------------- |
| Première circonscription | M. Philippe Dunoyer |       | CE    | Mme Naia Wateou  |
| Deuxième circonscription | M. Nicolas Metzdorf |       | GNC   | M. Willy Gatuhau |

### Dix-septième législature(2024 - 2029)
| Circonscription          | Député              | Parti | Parti | Groupe parlementaire             | Suppléant           |
| ------------------------ | ------------------- | ----- | ----- | -------------------------------- | ------------------- |
| Première circonscription | M. Nicolas Metzdorf |       | GNC   | Ensemble pour la République      | Mme Françoise Suvé  |
| Deuxième circonscription | M. Emmanuel Tjibaou |       | UC    | Gauche démocrate et républicaine | Mme Amandine Darras |